# Bitwa pod Przasnyszem
Bitwa pod Przasnyszem – bitwa stoczona 21 sierpnia 1920 roku, na północny wschód od Ciechanowa nad rz. Węgierką przez oddziały polskie Lidzkiego Pułku Strzelców i 202 Pułku Piechoty z oddziałami sowieckimi 16 i 33 Dywizji Strzelców, podczas wojny polsko-bolszewickiej.
Po zwycięskiej bitwie nad Wkrą oddziały 5 Armii gen. Władysława Sikorskiego po południu 18 sierpnia rozwinęły natarcie w kierunku Przasnysza i Mławy. W ciężkim położeniu znalazła się 4 Armia sowiecka, która była nad dolną Wisłą. Michaił Tuchaczewski wydał rozkaz koncentracji sił w dniu 20 sierpnia w rej. Ciechanów – Przasnysz – Maków Mazowiecki. Obrona Przasnysza dawała 4 Armii możliwość odwrotu na Chorzele – Szczytno i Chorzele – Myszyniec – Kolno oraz osłonę odwrotu 15 Armii znad Wkry. Rozkazy Tuchaczewskiego były spóźnione. Wysunięta daleko na zachód 4 Armia nie mogła osiągnąć rejonu koncentracji pod Przasnyszem w nakazanym terminie.
Gen. Sikorski 19 sierpnia wydał rozkaz dowódcy 17 DP gen. Aleksandrowi Osińskiemu, 18 DP gen. Franciszkowi Krajowskiemu i dowódcy Dywizji Ochotniczej płk A. Kocowi, zajęcia Przasnysza i Mławy i odcięcia dróg odwrotowych sowietom pomiędzy Przasnyszem a Prusami Wschodnimi.
18 DP ruszyła na Grudusk i po kilku godzinach walki złamała opór 33 Dywizji Strzelców broniącej miasteczka. 17 DP nacierała z rejonu Makowa na Bartniki – Dębiny – Przasnysz – Obrąb. Dywizja Ochotnicza opanowała Przasnysz, ale została z niego wyparta kontratakiem oddziałów 16 i 33 DS. 
Lidzki Pułk Strzelców (później 76 Pułk Piechoty), będący odwodem Dywizji Ochotniczej otrzymał wieczorem 20 sierpnia w rejonie wyczekiwania w Krasnem rozkaz opanowania odległego o 10 km. Przasnysza. 21 sierpnia rano pułk ruszył do natarcia. Równocześnie na miasto nacierał 202 pułk piechoty. Natarcie 202 pp wzdłuż rz. Węgierki nie miało powodzenia. Lidzki pułk opanował południowo-zachodnią część miasta i wylot szos z Przasnysza na Mławę. Przeciwnik stawiał zacięty opór w centrum miasta i kontratakował. Wieczorem, kosztem dużych strat Polacy opanowali miasto. O rozstrzygnięciu bitwy zdecydowało nadejście czołowych oddziałów 17 DP. Zajęcie Przasnysza przez Polaków skomplikowało i tak trudne położenie 4 Armii sowieckiej.
Walki żołnierzy polskich pod Przasnyszem zostały upamiętnione na Grobie Nieznanego Żołnierza w Warszawie, napisem na jednej z tablic w II RP i po 1990 r. – „PRZASNYSZ 21 – 22 VIII 1920”.